# Premiul Tony pentru cele mai bune costume
Acestea sunt câștigătorii și nominalizații la premiul Tony pentru cele mai bune costume. Premiul a fost decernat pentru prima dată în 1947 și a fost acordat atât pentru piese de teatru, cât și pentru musicaluri. În anul 1961 și începând din 2005, categoria a fost împărțită în două premii: premiul pentru cele mai bune costume dintr-o piesă de teatru și premiul pentru cele mai bune costume dintr-un musical. 

## Câștigători și nominalizați
indică laureatul premiului

### Anii 1940
| An                 | Designer(i)                                                                                        | Spectacol |
| ------------------ | -------------------------------------------------------------------------------------------------- | --------- |
| 1947 (1)           | |           |
| Lucinda Ballard    | Another Part of the Forest, The Chocolate Soldier, Happy Birthday, John Loves Mary și Street Scene |           |
| 1948 (2)           | |           |
| Mary Percy Schenck | The Heiress                                                                                        |           |
| 1949 (3)           | |           |
| Lemuel Ayers       | Kiss Me, Kate                                                                                      |           |

### Anii 1950
| An                          | Designer(i)                                                                  | Spectacol |
| --------------------------- | ---------------------------------------------------------------------------- | --------- |
| 1950 (4)                    |                                                                              |           |
| Aline Bernstein             | Regina                                                                       |           |
| 1951 (5)                    |                                                                              |           |
| Miles White                 | Bless You All                                                                |           |
| 1952 (6)                    |                                                                              |           |
| Irene Sharaff               | The King and I                                                               |           |
| 1953 (7)                    |                                                                              |           |
| Miles White                 | Hazel Flagg                                                                  |           |
| 1954 (8)                    |                                                                              |           |
| Richard Whorf               | Ondine                                                                       |           |
| 1955 (9)                    |                                                                              |           |
| Cecil Beaton                | Quadrille                                                                    |           |
| 1956 (10)                   |                                                                              |           |
| Alvin Colt                  | Pipe Dream                                                                   |           |
| Alvin Colt                  | The Lark și Phoenix '55                                                      |           |
| Mainbocher                  | The Great Sebastians                                                         |           |
| Helene Pons                 | A View from the Bridge, The Diary of Anne Frank și Heavenly Twins            |           |
| 1957 (11)                   |                                                                              |           |
| Cecil Beaton                | My Fair Lady                                                                 |           |
| Cecil Beaton                | Little Glass Clock                                                           |           |
| Alvin Colt                  | Li'l Abner și The Sleeping Prince                                            |           |
| Dorothy Jeakins             | Major Barbara și Too Late the Phalarope                                      |           |
| Irene Sharaff               | Candide, Happy Hunting, Shangri La și Small War on Murray Hill               |           |
| 1958 (12)                   |                                                                              |           |
| Motley Theatre Design Group | The First Gentleman                                                          |           |
| Lucinda Ballard             | Orpheus Descending                                                           |           |
| Motley Theatre Design Group | The Country Wife, Look Back in Anger, Look Homeward, Angel și Shinbone Alley |           |
| Irene Sharaff               | West Side Story                                                              |           |
| Miles White                 | Jamaica, Oh, Captain! și Time Remembered                                     |           |
| 1959 (13)                   |                                                                              |           |
| Rouben Ter-Arutunian        | Redhead                                                                      |           |
| Antonio Castillo            | Goldilocks                                                                   |           |
| Dorothy Jeakins             | The World of Suzie Wong                                                      |           |
| Oliver Messel               | Rashomon                                                                     |           |
| Irene Sharaff               | Flower Drum Song                                                             |           |

### Anii 1960
| An                            | Designer(i)                                          | Spectacol |
| ----------------------------- | ---------------------------------------------------- | --------- |
| 1960 (14)                     |                                                      |           |
| Cecil Beaton                  | Saratoga                                             |           |
| Alvin Colt                    | Greenwillow                                          |           |
| Raoul Pene Du Bois            | Gypsy                                                |           |
| Miles White                   | Take Me Along                                        |           |
| 1961 (15)                     | N/A                                                  | N/A       |
| 1962 (16)                     |                                                      |           |
| Lucinda Ballard               | The Gay Life                                         |           |
| Donald Brooks                 | No Strings                                           |           |
| Motley Theatre Design Group   | Kwamina                                              |           |
| Miles White                   | Milk and Honey                                       |           |
| 1963 (17)                     |                                                      |           |
| Anthony Powell                | The School for Scandal                               |           |
| Marcel Escoffier              | The Lady of the Camellias                            |           |
| Robert Fletcher               | Little Me                                            |           |
| Motley Theatre Design Group   | Mother Courage and Her Children                      |           |
| 1964 (18)                     |                                                      |           |
| Freddy Wittop                 | Hello, Dolly!                                        |           |
| Beni Montresor                | Marco Millions                                       |           |
| Irene Sharaff                 | The Girl Who Came to Supper                          |           |
| Rouben Ter-Arutunian          | Arturo Ui                                            |           |
| 1965 (19)                     |                                                      |           |
| Patricia Zipprodt             | Fiddler on the Roof                                  |           |
| Jane Greenwood                | Tartuffe                                             |           |
| Motley Theatre Design Group   | Baker Street                                         |           |
| Freddy Wittop                 | The Roar of the Greasepaint – The Smell of the Crowd |           |
| 1966 (20)                     |                                                      |           |
| Gunilla Palmstierna-Weiss     | Marat/Sade                                           |           |
| Howard Bay și Patton Campbell | Man of La Mancha                                     |           |
| Loudon Sainthill              | The Right Honourable Gentleman                       |           |
| Irene Sharaff                 | Sweet Charity                                        |           |
| 1967 (21)                     |                                                      |           |
| Patricia Zipprodt             | Cabaret                                              |           |
| Nancy Potts                   | The School for Scandal și The Wild Duck              |           |
| Tony Walton                   | The Apple Tree                                       |           |
| Freddy Wittop                 | I Do! I Do!                                          |           |
| 1968 (22)                     |                                                      |           |
| Desmond Heeley                | Rosencrantz and Guildenstern Are Dead                |           |
| Jane Greenwood                | More Stately Mansions                                |           |
| Irene Sharaff                 | Hallelujah, Baby!                                    |           |
| Freddy Wittop                 | The Happy Time                                       |           |
| 1969 (23)                     |                                                      |           |
| Loudon Sainthill              | Canterbury Tales                                     |           |
| Michael Annals                | Morning, Noon and Night                              |           |
| Robert Fletcher               | Hadrian VII                                          |           |
| Patricia Zipprodt             | Zorba                                                |           |

### Anii 1970
| An                 | Designer(i)                                    | Spectacol |
| ------------------ | ---------------------------------------------- | --------- |
| 1970 (24)          |                                                |           |
| Cecil Beaton       | Coco                                           |           |
| Ray Aghayan        | Applause                                       |           |
| W. Robert Lavine   | Jimmy                                          |           |
| Freddy Wittop      | A Patriot for Me                               |           |
| 1971 (25)          |                                                |           |
| Raoul Pene Du Bois | No, No, Nanette                                |           |
| Jane Greenwood     | Hay Fever și Les Blancs                        |           |
| Freddy Wittop      | Lovely Ladies, Kind Gentlemen                  |           |
| 1972 (26)          |                                                |           |
| Florence Klotz     | Follies                                        |           |
| Theoni V. Aldredge | Two Gentlemen of Verona                        |           |
| Randy Barceló      | Jesus Christ Superstar                         |           |
| Carrie F. Robbins  | Grease                                         |           |
| 1973 (27)          |                                                |           |
| Florence Klotz     | A Little Night Music                           |           |
| Theoni V. Aldredge | Much Ado About Nothing                         |           |
| Miles White        | Tricks                                         |           |
| Patricia Zipprodt  | Pippin                                         |           |
| 1974 (28)          |                                                |           |
| Franne Lee         | Candide                                        |           |
| Theoni V. Aldredge | The Au Pair Man                                |           |
| Finlay James       | Crown Matrimonial                              |           |
| Oliver Messel      | Gigi                                           |           |
| Carrie F. Robbins  | Over Here!                                     |           |
| 1975 (29)          |                                                |           |
| Geoffrey Holder    | The Wiz                                        |           |
| Arthur Boccia      | Where's Charley?                               |           |
| Raoul Pene Du Bois | Doctor Jazz                                    |           |
| Willa Kim          | Goodtime Charley                               |           |
| Tanya Moiseiwitsch | The Misanthrope                                |           |
| Patricia Zipprodt  | Mack and Mabel                                 |           |
| 1976 (30)          |                                                |           |
| Florence Klotz     | Pacific Overtures                              |           |
| Theoni V. Aldredge | A Chorus Line                                  |           |
| Ann Roth           | The Royal Family                               |           |
| Patricia Zipprodt  | Chicago                                        |           |
| 1977 (31)          |                                                |           |
| Theoni V. Aldredge | Annie                                          |           |
| Santo Loquasto     | The Cherry Orchard                             |           |
| Theoni V. Aldredge | The Threepenny Opera                           |           |
| Nancy Potts        | Porgy and Bess                                 |           |
| 1978 (32)          |                                                |           |
| Edward Gorey       | Dracula                                        |           |
| Halston            | The Act                                        |           |
| Geoffrey Holder    | Timbuktu!                                      |           |
| Willa Kim          | Dancin'                                        |           |
| 1979 (33)          |                                                |           |
| Franne Lee         | Sweeney Todd: The Demon Barber of Fleet Street |           |
| Theoni V. Aldredge | Ballroom                                       |           |
| Ann Roth           | The Crucifer of Blood                          |           |
| Julie Weiss        | The Elephant Man                               |           |

### Anii 1980
| An                                  | Designer(i)                                  | Spectacol |
| ----------------------------------- | -------------------------------------------- | --------- |
| 1980 (34)                           |                                              |           |
| Theoni V. Aldredge                  | Barnum                                       |           |
| Pierre Balmain                      | Happy New Year                               |           |
| Raoul Pene Du Bois                  | Sugar Babies                                 |           |
| Tazeena Firth și Timothy O'Brien    | Evita                                        |           |
| 1981 (35)                           |                                              |           |
| Willa Kim                           | Sophisticated Ladies                         |           |
| Theoni V. Aldredge                  | 42nd Street                                  |           |
| John Bury                           | Amadeus                                      |           |
| Franca Squarciapino                 | Can-Can                                      |           |
| 1982 (36)                           |                                              |           |
| William Ivey Long                   | Nine                                         |           |
| Theoni V. Aldredge                  | Dreamgirls                                   |           |
| Jane Greenwood                      | Medea                                        |           |
| John Napier                         | The Life and Adventures of Nicholas Nickleby |           |
| 1983 (37)                           |                                              |           |
| John Napier                         | Cats                                         |           |
| Lindy Hemming                       | All's Well That Ends Well                    |           |
| Rita Ryack                          | My One and Only                              |           |
| Patricia Zipprodt                   | Alice in Wonderland                          |           |
| 1984 (38)                           |                                              |           |
| Theoni V. Aldredge                  | La Cage aux Folles                           |           |
| Jane Greenwood                      | Heartbreak House                             |           |
| Ann Hould-Ward și Patricia Zipprodt | Sunday in the Park with George               |           |
| Anthea Sylbert                      | The Real Thing                               |           |
| 1985 (39)                           |                                              |           |
| Florence Klotz                      | Grind                                        |           |
| Patricia McGourty                   | Big River                                    |           |
| Alexander Reid                      | Cyrano de Bergerac                           |           |
| Alexander Reid                      | Much Ado About Nothing                       |           |
| 1986 (40)                           |                                              |           |
| Patricia Zipprodt                   | Sweet Charity                                |           |
| Willa Kim                           | Song and Dance                               |           |
| Beni Montresor                      | The Marriage of Figaro                       |           |
| Ann Roth                            | The House of Blue Leaves                     |           |
| 1987 (41)                           |                                              |           |
| John Napier                         | Starlight Express                            |           |
| Bob Crowley                         | Les Liaisons Dangereuses                     |           |
| Ann Curtis                          | Me and My Girl                               |           |
| Andreane Neofitou                   | Les Misérables                               |           |
| 1988 (42)                           |                                              |           |
| Maria Björnson                      | The Phantom of the Opera                     |           |
| Ann Hould-Ward                      | Into the Woods                               |           |
| Eiko Ishioka                        | M. Butterfly                                 |           |
| Tony Walton                         | Anything Goes                                |           |
| 1989 (43)                           |                                              |           |
| Héctor Orezzoli și Claudio Segovia  | Black and Blue                               |           |
| Jane Greenwood                      | Our Town                                     |           |
| Willa Kim                           | Legs Diamond                                 |           |
| William Ivey Long                   | Lend Me a Tenor                              |           |

### Anii 1990
| An                              | Designer(i)                          | Spectacol |
| ------------------------------- | ------------------------------------ | --------- |
| 1990 (44)                       |                                      |           |
| Santo Loquasto                  | Grand Hotel                          |           |
| Theoni V. Aldredge              | Gypsy                                |           |
| Florence Klotz                  | City of Angels                       |           |
| Erin Quigley                    | The Grapes of Wrath                  |           |
| 1991 (45)                       |                                      |           |
| Willa Kim                       | The Will Rogers Follies              |           |
| Theoni V. Aldredge              | The Secret Garden                    |           |
| Judy Dearing                    | Once on This Island                  |           |
| Patricia Zipprodt               | Shōgun: The Musical                  |           |
| 1992 (46)                       |                                      |           |
| William Ivey Long               | Crazy for You                        |           |
| Jane Greenwood                  | Two Shakespearean Actors             |           |
| Toni-Leslie James               | Jelly's Last Jam                     |           |
| Joe Vaněk                       | Dancing at Lughnasa                  |           |
| 1993 (47)                       |                                      |           |
| Florence Klotz                  | Kiss of the Spider Woman             |           |
| Jane Greenwood                  | The Sisters Rosensweig               |           |
| Erin Quigley                    | The Song of Jacob Zulu               |           |
| David C. Woolard                | The Who's Tommy                      |           |
| 1994 (48)                       |                                      |           |
| Ann Hould-Ward                  | Beauty and the Beast                 |           |
| David Charles și Jane Greenwood | She Loves Me                         |           |
| Jane Greenwood                  | Passion                              |           |
| Yan Tax                         | Cyrano: The Musical                  |           |
| 1995 (49)                       |                                      |           |
| Florence Klotz                  | Show Boat                            |           |
| Jane Greenwood                  | The Heiress                          |           |
| Stephen Brimson Lewis           | Indiscretions                        |           |
| Anthony Powell                  | Sunset Boulevard                     |           |
| 1996 (50)                       |                                      |           |
| Roger Kirk                      | The King and I                       |           |
| Jane Greenwood                  | A Delicate Balance                   |           |
| Allison Reeds                   | Buried Child                         |           |
| Paul Tazewell                   | Bring in 'da Noise/Bring in 'da Funk |           |
| 1997 (51)                       |                                      |           |
| 'Judith Dolan                   | Candide                              |           |
| Ann Curtis                      | Jekyll and Hyde                      |           |
| William Ivey Long               | Chicago                              |           |
| Martin Pakledinaz               | The Life                             |           |
| 1998 (52)                       |                                      |           |
| Julie Taymor și Michael Curry   | The Lion King                        |           |
| William Ivey Long               | Cabaret                              |           |
| Santo Loquasto                  | Ragtime                              |           |
| Martin Pakledinaz               | Golden Child                         |           |
| 1999 (53)                       |                                      |           |
| Lez Brotherston                 | Swan Lake                            |           |
| Santo Loquasto                  | Fosse                                |           |
| John David Ridge                | Ring Round the Moon                  |           |
| Catherine Zuber                 | Twelfth Night                        |           |

### Anii 2000
| An                                 | Designer(i)                | Spectacol |
| ---------------------------------- | -------------------------- | --------- |
| 2000 (54)                          |                            |           |
| Martin Pakledinaz                  | Kiss Me, Kate              |           |
| Bob Crowley                        | Aida                       |           |
| Constance Hoffman                  | The Green Bird             |           |
| William Ivey Long                  | The Music Man              |           |
| 2001 (55)                          |                            |           |
| William Ivey Long                  | The Producers              |           |
| Theoni V. Aldredge                 | Follies                    |           |
| Roger Kirk                         | 42nd Street                |           |
| David C. Woolard                   | The Rocky Horror Show      |           |
| 2002 (56)                          |                            |           |
| Martin Pakledinaz                  | Thoroughly Modern Millie   |           |
| Jenny Beavan                       | Private Lives              |           |
| Susan Hilferty                     | Into the Woods             |           |
| Jane Greenwood                     | Morning's at Seven         |           |
| 2003 (57)                          |                            |           |
| William Ivey Long                  | Hairspray                  |           |
| Gregg Barnes                       | Flower Drum Song           |           |
| Catherine Martin și Angus Strathie | La bohème                  |           |
| Catherine Zuber                    | Dinner at Eight            |           |
| 2004 (58)                          |                            |           |
| Susan Hilferty                     | Wicked                     |           |
| Jess Goldstein                     | Henry IV, Part 1 și Part 2 |           |
| Mike Nicholls și Bobby Pearce      | Taboo                      |           |
| Mark Thompson                      | Bombay Dreams              |           |

## Legături externe
- Tony Awards Official site Arhivat în 15 iunie 2007, la Wayback Machine.
- Tony Awards at Internet Broadway database Listing
- Tony Awards at broadwayworld.com

Format:Tony Awards